# Tour de Jura
El Tour de Jura (oficialmente: Tour du Jura) es una carrera ciclista profesional de un día suiza (un año francesa) que se disputa en Jura.
Si bien se disputaron tres ediciones aisladas en los años 1939, 1943 y 1947 se empezó a disputar con regularidad desde 2001 dentro de la categoría 1.5 (última categoría del profesionalismo). Desde la creación de los Circuitos Continentales UCI en 2005, hasta su última edición en 2009 formó parte del UCI Europe Tour, dentro de la categoría 1.2 (igualmente última categoría del profesionalismo). En 2006 fue registrada en Francia.

## Palmarés
| Año       | Ganador              | Segundo             | Tercero             |
| --------- | -------------------- | ------------------- | ------------------- |
| 1981      | Daniel Wyder         | Heinz Luternauer    | Daniel Heggli       |
| 1982      | Jochen Baumann       | Stefan Joho         | Arno Küttel         |
| 1983      | Marc van Orsouw      | Kurt Bieri          | Michael Däppen      |
| 1984      | Pius Schwarzentruber | Bruno Hollenweger   | Daniel Berger       |
| 1985      | Daniel Steiger       | Herber Niederberger | Richard Trinkler    |
| 1986      | Beat Meister         | Daniel Lanz         | André Wernli        |
| 1987      | Daniel Hirs          | Adrian Wyler        | Pierre Curchod      |
| 1988      | Peter Bodenmann      | Laurent Dufaux      | Roger Devittori     |
| 1989      | Gerd Schierle        | Mike Hürlimann      | Mathias Hofmann     |
| 1990      | Markus Oppliger      | Riccardo Dasoli     | Ben Girard          |
| 1991      | Kurt Lustenberger    | Sylvain Golay       | Walter Hänni        |
| 1992      | Stephan Zbinden      | Andrea Stocco       | René Keller         |
| 1993      | Frédéric Vifian      | Mirco Pinton        | Marcel Renggli      |
| 1994      | Markus Kammermann    | Ottavio Soffredini  | Emmanuele Granzotto |
| 1995      | Cédric Milliéry      | Stéphane Magnin     | Reto Bergmann       |
| 1996      | Markus Blessing      | Peter Bodenmann     | Adriano Piraino     |
| 1997      | No se disputó        |                     |                     |
| 1998      | Michel Klinger       | Roland Rufener      | Pirmin Adler        |
| 1999      | Michel Klinger       | Beat Obrist         | Christian Mirro     |
| 2000      | David Rush           | Peter Frei          | Thomas Kaufmann     |
| 2001      | Roger Beuchat        | Stéphane Auroux     | Pierre Bourquenoud  |
| 2002      | Jérôme Gannat        | Emmanuel Granat     | Jan Ramsauer        |
| 2003      | Florian Lüdi         | Nicolas Dumont      | Sylvain Lavergne    |
| 2004      | Yannick Talabardon   | Laurent Paumier     | Florian Lüdi        |
| 2005      | Glen Chadwick        | Heath Blackgrove    | Florian Lüdi        |
| 2006      | Andreas Schillinger  | Alexandre Grux      | Nicolas Hartmann    |
| 2007      | Guillaume Levarlet   | Yukiya Arashiro     | Silvère Ackermann   |
| 2008      | Massimiliano Maisto  | Francesco Tizza     | Pirmin Lang         |
| 2009      | Roger Beuchat        | Joël Frey           | Péter Kusztor       |
| 2010-2012 | No se disputó        |                     |                     |
| 2013      | Matthias Brändle     | Aleksejs Saramotins | Andrea Piechele     |
| 2014      | Kévin Ledanois       | David Belda         | Pierre Latour       |
| 2015-2016 | No se disputó        | No se disputó       | No se disputó       |
| 2017      | Marc Hirschi         | Patrick Schelling   | Fabian Lienhard     |

## Palmarés por países
| País          | Victorias |
| ------------- | --------- |
| Suiza         | 21        |
| Francia       | 4         |
| Alemania      | 2         |
| Países Bajos  | 1         |
| Nueva Zelanda | 1         |
| Italia        | 1         |
| Austria       | 1         |